# Ethusina faxonii
Ethusina faxonii is een krabbensoort uit de familie van de Ethusidae. De wetenschappelijke naam van de soort is voor het eerst geldig gepubliceerd in 1933 door Rathbun.